# Goliat
Goliat (hebraisk: גָּלְיָת Golyat) er en figur fra Det gamle testamente i Bibelen.
Goliat er en filistæisk kæmpe med sværd og rustning, som bliver slået ihjel med en enkelt sten fra en slynge sendt afsted af hyrdedrengen David, som senere bliver konge af Israel.
Tvekampen mellem dem er blevet til det generelle udtryk David mod Goliat om en kamp mellem den lille og den store, som den lille vinder. Tvekampen er beskrevet i Første Samuelsbog. Goliat (arabisk: جالوت Jalut) er også kort nævnt i Koranen (sura 2,248-251).